# Westwood Motor

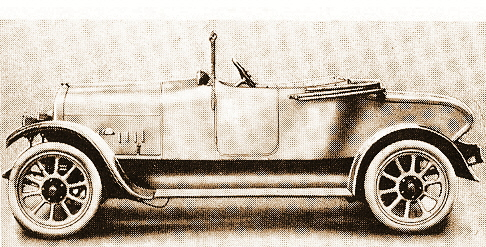
Westwood 11.9 HP (1920)

Westwood Motor Co. Ltd., später Westwood-Ince Ltd., war ein britischer Automobilhersteller.

## Unternehmensgeschichte
Das Unternehmen Westwood Motor Co. Ltd. aus Lower Ince, einem Vorort von Wigan, begann 1920 mit der Produktion von Automobilen.
1924 erfolgte eine Umbenennung in Westwood-Ince Ltd.
1926 endete die Produktion.

## Modelle

### 11.9 HP
1920 erschien als erstes Modell der 11.9 HP.
Für den Antrieb sorgte ein Vierzylinder-Reihenmotor, der von Dorman bezogen wurde.
Die Maße der Zylinder betrugen 69 mm Bohrung und 120 mm Hub.
Daraus ergab sich 1794 cm³ Hubraum.
Die Motorleistung betrug 25 bhp (brake horse power) (18,4 kW) bei 2000 min−1.
Im Gegensatz zu vielen anderen Motoren der damaligen Zeit verfügte der Motor über eine OHV-Ventilsteuerung.
Das Fahrgestell hatte einen Radstand von 2794 mm (9 Fuß und 2 Inch) sowie eine Spurweite von 1245 mm (4 Fuß und 1 Inch).
Es gab die Karosserieformen zweisitziger und viersitziger Tourenwagen sowie zweitüriges Coupé.

### 14 HP
1924 ersetzte der 14 HP das erste Modell.
Bei diesem Modell kam ein Vierzylindermotor von Meadows zum Einsatz, wiederum mit OHV-Ventilsteuerung.
Gegenüber dem Motor des Vorgängermodells war die Bohrung auf 75 mm gestiegen, während der Hub mit 120 mm Hub gleich blieb.
Daraus ergab sich 2121 cm³ Hubraum.
Der Radstand betrug 2794 mm, und die Spurweite 1270 mm (4 Fuß und 2 Inch).
Einige Fahrzeuge wurden als Sportmodell mit Spitzheck karosseriert, aber die Leistung entsprach nicht dem sportlichen Aussehen, und nur wenige wurden verkauft.

## Verkaufsorganisation
Das Unternehmen verkaufte die Fahrzeuge unter dem Markennamen Westwood.